# Saint-Étienne-les-Orgues
Saint-Étienne-les-Orgues is een gemeente in het Franse departement Alpes-de-Haute-Provence (regio Provence-Alpes-Côte d'Azur). De plaats maakt deel uit van het arrondissement Forcalquier. Saint-Étienne-les-Orgues telde op 1 januari 2022 1.297 inwoners.
De plaats kende voorspoed dankzij haar verschillende drogisterijen en apothekers, die aromatische en geneeskrachtige kruiden uit de streek verkochten.

## Geografie
De oppervlakte van Saint-Étienne-les-Orgues bedroeg op 1 januari 2022 48,42 vierkante kilometer; de bevolkingsdichtheid was toen 26,8 inwoners per km². De plaats ligt zuidelijk van de Montagne de Lure.
De onderstaande kaart toont de ligging van Saint-Étienne-les-Orgues met de belangrijkste infrastructuur en aangrenzende gemeenten.

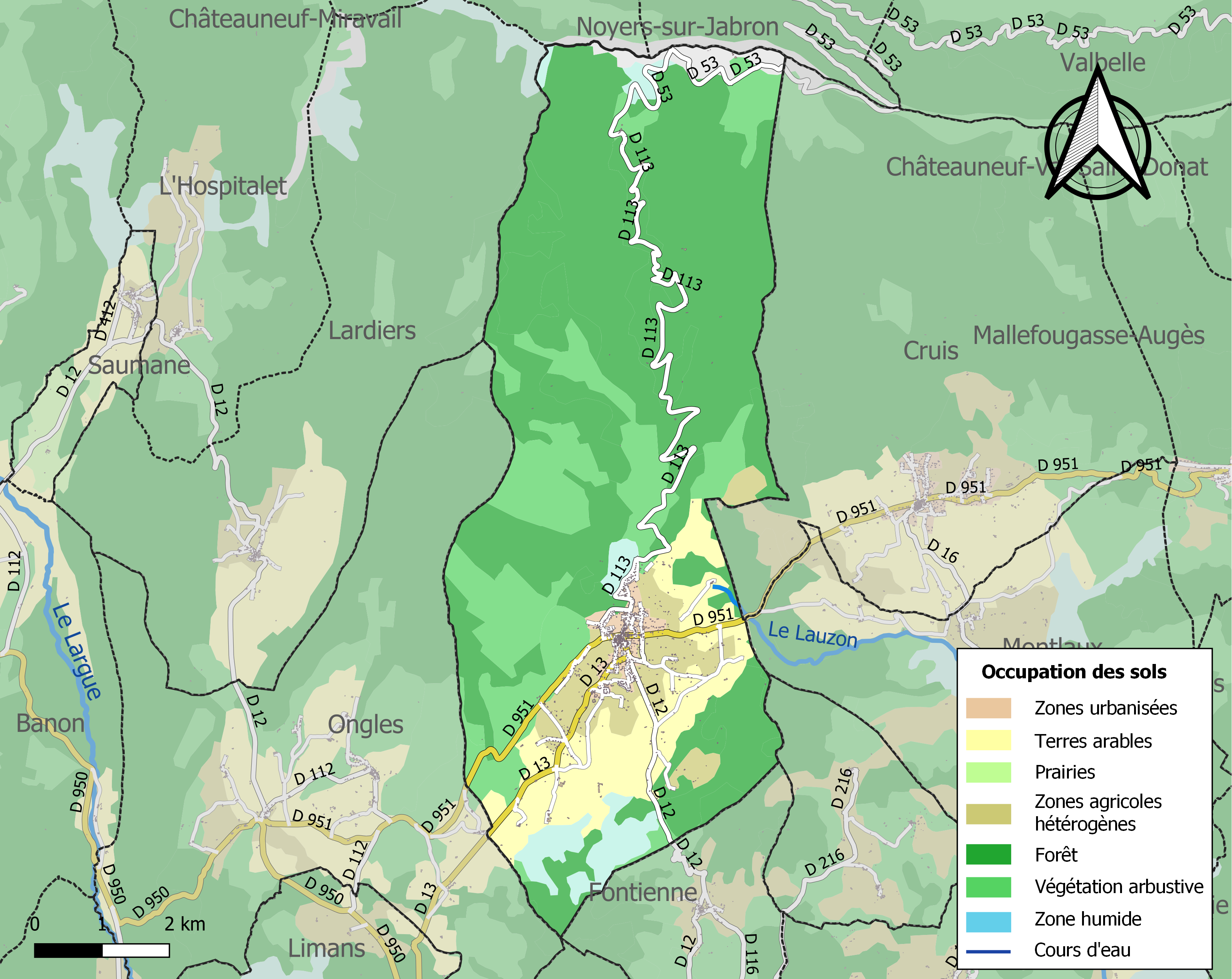

## Demografie
Onderstaande figuur toont het verloop van het inwonertal (bron: INSEE-tellingen).
Vanwege een beveiligingsprobleem met de MediaWiki Graph-software is het momenteel niet mogelijk deze grafiek weer te geven. Zodra de software is bijgewerkt zal de grafiek vanzelf weer zichtbaar worden.